# Васильківський краєзнавчий музей селища Васильківка
Комунальний заклад «Васильківський краєзнавчий музей» — культурно-освітній і науково-дослідний заклад, що збирає, вивчає, зберігає та експонує пам'ятки матеріальної та духовної культури Васильківської громади Синельниківського район.

## Історія
Музей було створено 23 лютого 1973 року і знаходиться в окремому приміщенні. У 1979 році музей отримав звання «Народний».
Наразі фонди музею налічують понад 13 тисячі предметів, які розповідають про історію, етнографію та природу місцевого регіону — Синельниковського району.

## Експозиція
Біля музею розміщена колекція половецьких кам’яних баб.
Експозиція музею відображає історію селища, побут мешканців від найдавніших часів до сьогодення. У музеї знаходяться предмети козацької доби, етнографічні колекції, численні предмети традиційного народного побуту та культури краю, письмові, речові, образотворчі джерела та спомини про історичне минуле, про героїв-земляків, фотографічні та документальні матеріали з історії краю та його сучасного розвитку, про звичаї і традиції Васильківщини.
На території музею знаходиться етнографічний куток-садиба «Просто неба». У цій садибі відвідувачі музею можуть поспілкуватися, побувати на музейних заходах, взяти участь у конкурсах тощо.

## Діяльність
У краєзнавчому музеї постійно проводяться заходи: ведуться оглядові та тематичні екскурсії, лекції, зустрічі з видатними особистостями краю, вечори пам’яті видатних людей тощо.
Створюються виставки, що дають можливість знайомити відвідувачів із фондовими колекціями, творчістю народних умільців та популяризувати їх.
При музеї працює гурток екскурсоводів та «Творча майстерня» народних умільців краю. Проводиться майстер-клас для любителів народної творчості.
Здійснюється поповнення фондів музею за рахунок населення, краєзнавців і їх тісної співпраці з музеєм. Ведуться дослідження з написання історій населених пунктів Васильківської селищної ради. Організовано та введено в дію туристично-краєзнавчий маршрут «Храми душі».
Участь співробітників музею у написанні книг: «Васильківці — 300 років», «Доторкнутися серцем реліквій», «Літа віддані добрим справам» та ін.